# Cantabria (A-15)
La Cantabria (A-15), conosciuta anche come Buque de aprovisionamiento en combate (BAC), è una nave da rifornimento logistica appartenente alla Armada Española, utilizzata per rifornire di combustibile, viveri, pezzi di ricambio, munizioni alle unità della flotta. Il suo nome omaggia la comunità autonoma di Cantabria, una delle regioni della Spagna con più forte tradizione navale. I marinai cantabrici si sono distinti in diverse fasi della stiaria spagnola, come nella fondazione della Marina Reale di Castiglia (da cui deriva l'attuale Armada Española), nella Reconquista di Siviglia (dove gran parte delle navi e degli equipaggi erano cantabrici) o anche nella scoperta dell'America da parte di Cristoforo Colombo, in cui una delle caravelle (la Santa María) era di proprietà del navigatore cantabrico Juan de la Cosa.

## Storia
I primi elementi della chiglia della nave da rifornimento Cantabria sono stati posati nel bacino di carenaggio del cantiere navale di Puerto Real, Cadice, il 18 luglio 2007. La nave è stata varata il 21 luglio 2008, avendo come madrina la signora Aurora Diaz Abella, moglie di Miguel Ángel Revilla, Presidente della Comunità Autonoma della Cantabria.
La nave ha effettuato le prove in mare nella baia di Cadice tra l'ottobre e il dicembre 2009, ed è entrata in servizio nella Marina spagnola il 29 settembre 2010. Il costo stimato originale era di 213 milioni di euro, ma quello finale fu di 238 milioni di euro.

## Descrizione tecnica

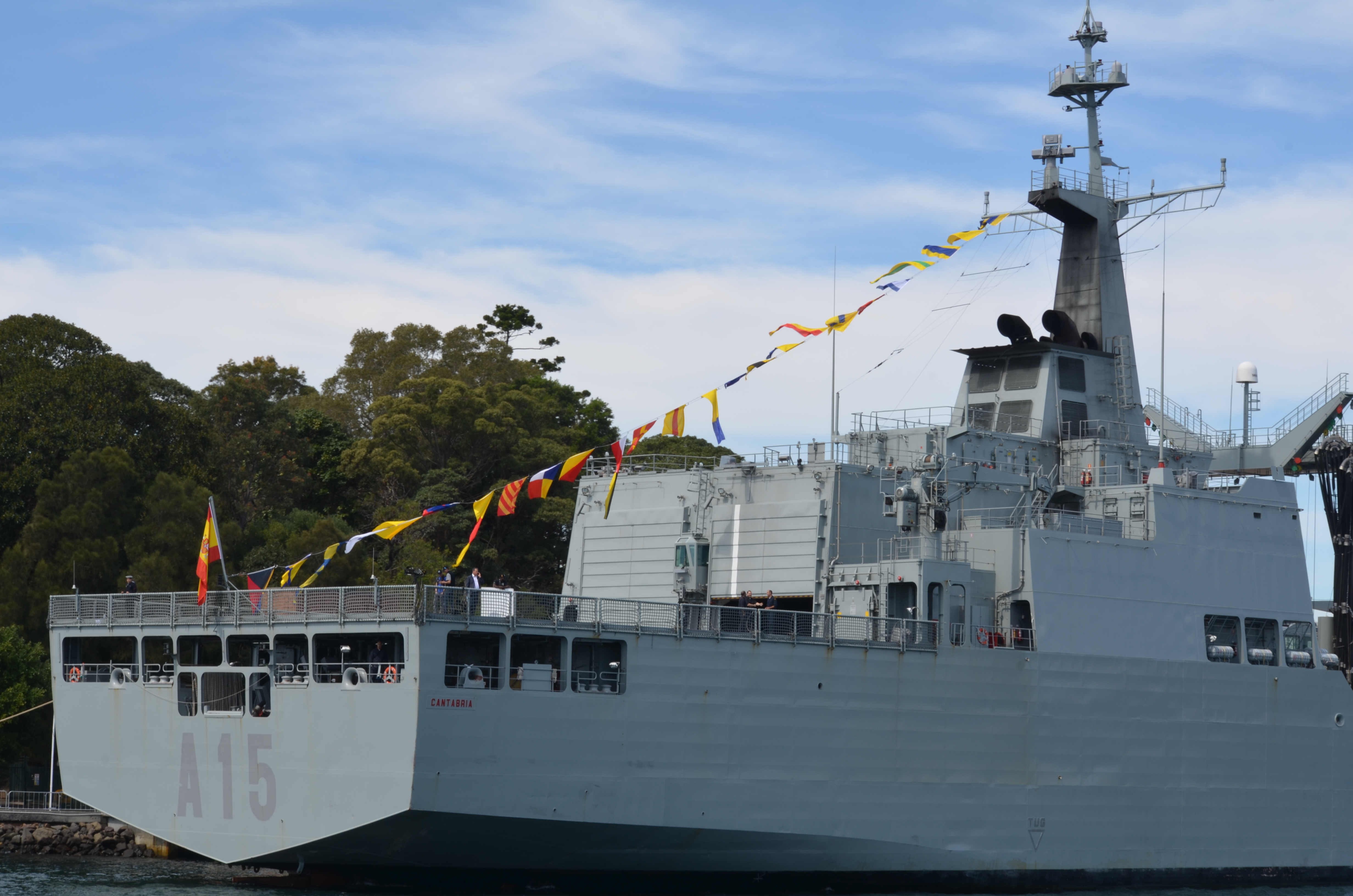
Vista di poppa della Cantabria.

La nave ha un dislocamento di 19.500 tonnellate, è lunga 170,4 metri, larga 23 metri ed ha un pescaggio di 8 metri. La propulsione è fornita da due motori diesel MAN 18V 40/45, che erogano una potenza di 10.890 kilowatt (14.600 hp), azionanti un unico albero di trasmissione, dotato di un'elica a passo variabile. La Cantabria ha una velocità massima sostenuta di 20 nodi (37 km/h; 23 mph) e un'autonomia di 6.000 miglia nautiche (11.000 km; 6.900 mi). L'equipaggio e formato da 122 persone.
La capacità della nave include 8.920 metri cubi  di carburante per navi, 1.585 metri cubi  di carburante avio JP-5, 215 metri cubi di acqua dolce, 280 tonnellate di munizioni e 470 tonnellate di merci varie. Le aree di stoccaggio del carburante sono a doppio scafo. La Cantabria può rifornire sino a tre navi contemporaneamente; una per lato, più una terza tramite una stazione di rifornimento situata a poppa. La nave dispone di un ponte di volo poppiero dotato di hangar, e può trasportare sino a tre elicotteri Agusta-Bell AB-212, due Sikorsky SH-3D Sea King o due NHIndustries NH90 per eseguire missioni di rifornimento verticale (VERTREP).
L'elettronica comprende un sistema di controllo integrato della piattaforma FABA Sistemas SICP, un sistema di combattimento  FABA Sistemas SCOMBA, un sistema di navigazione Indra DIANA, un radar di scoperta di superficie Indra ARIES/NAV, un radar di controllo degli elicotteri  Indra ARIES/PAR, un sistema di comunicazione ESM/ECM Indra Mk.9500 Regulus, un sistema di comunicazioni satellitari Indra SHF SATCOM, un sistema di comunicazioni integrate EID ICCS-5, un sistema di vigilanza optronica Tecnobit ARGOS, sistemi di trasmissioni dati Tecnobit Link 11 e Link 22.
L'armamento si basa su due cannoni McDonnell-Douglas M242 Bushmaster calibro 25 mm, e due mitragliatrici Browning M2 calibro 12,7 mm.

## Impiego operativo

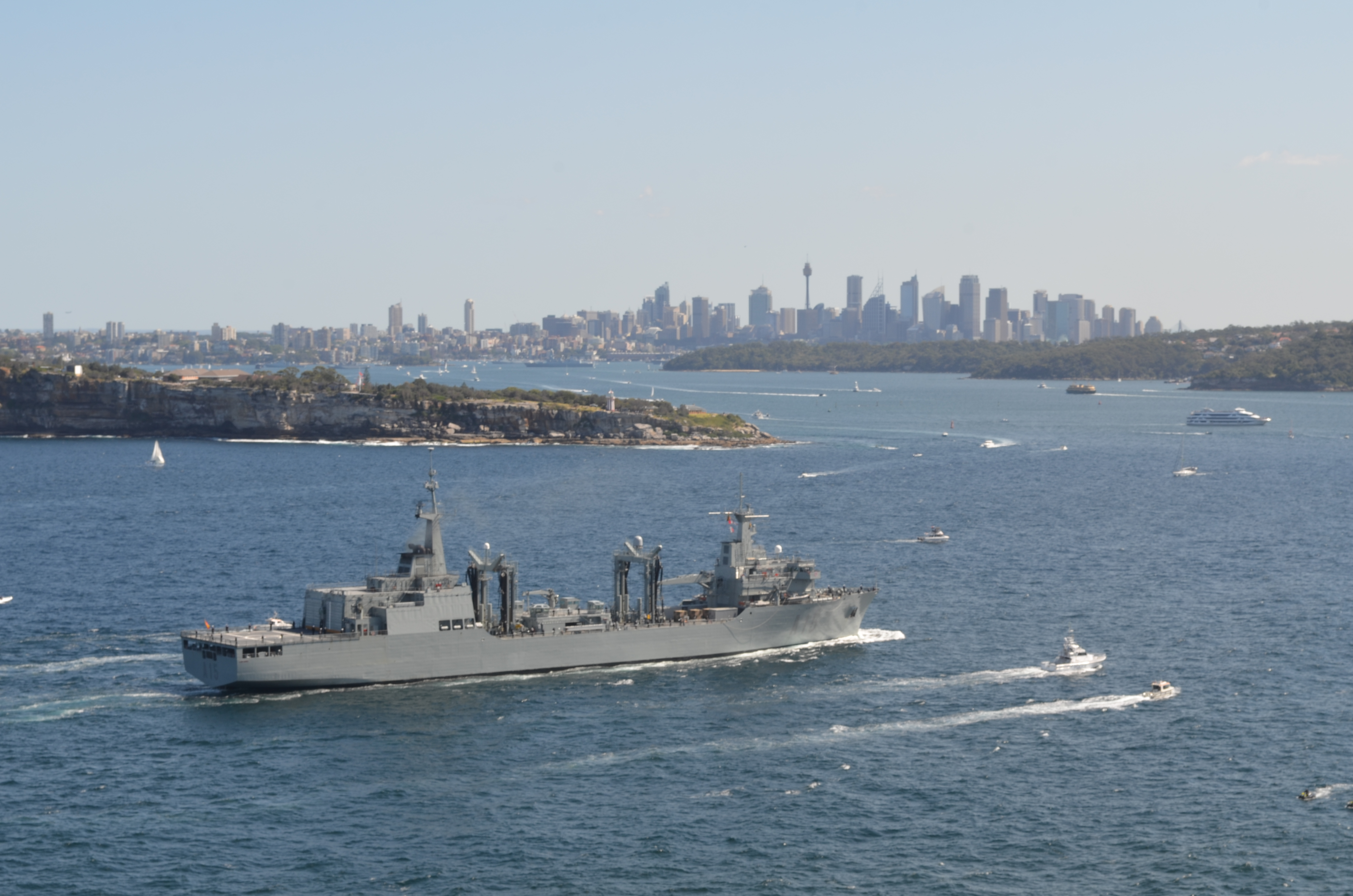
Il Cantabria entra nella rada di Sydney nell'ottobre 2013

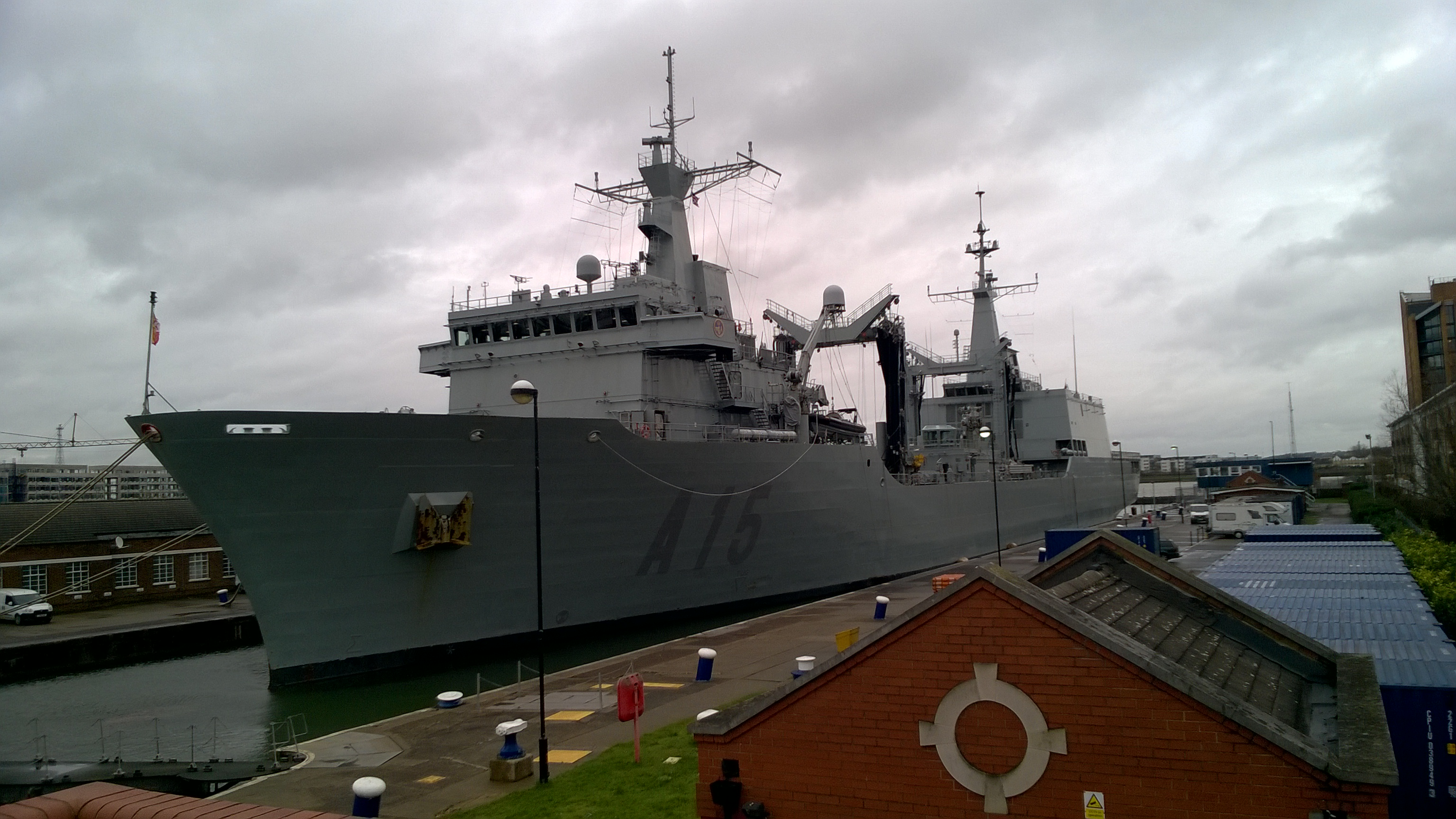
Il Cantabria ormeggiato nel Gallions Basin di Londra nel gennaio 2016

Tra il 2 e il 5 luglio 2012 il Cantabria ha partecipato insieme alle fregate lanciamissili Álvaro de Bazán, Almirante Juan de Borbón e Méndez Núñez, al sottomarino Galerna e agli McDonnell-Douglas AV-8B Harrier della 9ª Escadrilla aeronaval alla esercitazione MAR-22 tenutasi sulla costa atlantica della Galizia.
Il 3 luglio 2012, i governi australiano e spagnolo hanno firmato un accordo per il rischieramento della Cantabria a sostegno della Royal Australian Navy nel corso del 2013. La nave ha operato nelle acque australiane dal febbraio al novembre 2013, ed è stata utilizzata per fornire supporto e rifornimento agli australiani mentre il rifornitore di squadra HMAS Success veniva sottoposto a lavori di manutenzione. Mentre si trovava nelle acque australiane la Cantabria ha eseguito 63 rifornimenti, inclusi 10.500 metri cubi (370.000 piedi cubi) di carburante, è stata coinvolta nel primo rifornimento verticale di una fregata di classe ANZAC da parte di un elicottero MRH-90, e ha partecipato alla International Fleet Review 2013. Il dispiegamento ha anche consentito a oltre 300 membri del personale australiano di addestrarsi su sistemi simili a quelli delle navi di classe Hobart e Canberra di progettazione spagnola in fase di acquisizione e ha consentito alla Royal Australian Navy di valutare il progetto come possibile sostituto per i suoi rifornitori di squadra.
Nel 2015 i governi canadese e spagnolo hanno concluso un accordo in cui il Patiño e la Cantabria si sarebbero rischierati con le forze navali canadesi come nave da rifornimento nel corso del 2016. Ciò sarebbe stato fatto principalmente per eseguire missioni di addestramento. La Cantabria sarebbe stata messa a disposizione della Royal Canadian Navy da metà settembre al novembre 2016.
Il design della Cantabria è stato valutato da alcuni acquirenti stranieri. Il Canada si è rivolto alla Navantia per fornire un progetto relativo alla specifica Joint Support Ship basato sulla Cantabria, che non ha avuto successo in quanto il Canada ha poi selezionato un progetto tedesco basato sulla classe Berlin. Anche la Marina norvegese ha espresso interesse per il progetto, ma poi ha optato per uno realizzato da costruttore navale sudcoreano DSME.
L'Australia ha preso in considerazione il progetto Navantia in competizione con la variante Aegir della nave cisterna di classe Tide costruita dalla DSME della Corea del Sud in una gara d'appalto ristretta. La proposta di Navantia basata sul Cantabria è stata annunciata vincitrice nella gara australiana nel marzo 2016, con data di entrata in servizio prevista per la prima di due navi note come HMA Ships Supply e Stalwart alla fine del 2019. Le due navi saranno conosciute all'interno della Royal Australian Navy come la classe Supply.

### Annotazioni
1. ↑  Si trattava della prima nave costruita lì in 30 anni

### Fonti
1. ↑  (ES) Navantia pone la quilla del BAC [collegamento interrotto], su Infodefensa, 18 julio 2007. URL consultato il 31 marzo 2008.
2. ↑  (ES) El nuevo buque de Aprovisionamiento de Combate de la Armada Cantabria recibe su bautismo en Matagorda, su Infodefensa, 18 de julio 2007. URL consultato il 22 giugno 2008 (archiviato dall'url originale il 22 luglio 2008).
3. ↑   El Buque de Aprovisionamiento en Combate Cantabria realiza sus pruebas de mar en aguas de Cádiz, su europapress.es, Europapress, 8 ottobre 2009.
4. ↑  (ES) Ministerio de Defensa, Evaluación de los Programas Especiales de Armamento (PEAs) (PDF), su revistatenea.es, Madrid, Grupo Atenea, settembre 2011. URL consultato il 30 settembre 2012 (archiviato dall'url originale il 24 ottobre 2013).
5. ↑  (EN) Argos System, su Grupo OESÍA. URL consultato il 10 novembre 2021.
6. ↑  (ES) La tecnología de Tecnobit – Grupo Oesía presente en las fragatas F-110, su Grupo OESÍA, 19 aprile 2021-04-19. URL consultato il 10 novembre 2021 (archiviato dall'url originale il 29 ottobre 2021).
7. ↑  (EN) LINPRO, su Grupo OESÍA. URL consultato il 10 novembre 2021-11-10.
8. 1 2 3  (EN) David Ing, Australia and Spain agree to share fleet tanker, in Jane's Defence Weekly, Jane's Information Group, 4 luglio 2012.
9. 1 2  (EN) Julian Kerr, Cantabria to leave Australia with great wealth of knowledge, su Australian Defence Magazine, 24 ottobre 2013. URL consultato il 9 novembre 2013.
10. ↑  (EN) David Pugliese, Royal Canadian Navy prepares for Spanish supply ship Patiño in late January on east coast, su Ottawa Citizen, 9 dicembre 2015. URL consultato il 14 dicembre 2015.
11. ↑   Minister for Defence – Transcript – Naval shipbuilding announcement, CEA Technologies, Canberra, su minister.defence.gov.au, Department of Defence Ministers, 6 giugno 2014. URL consultato il 1º gennaio 2015 (archiviato dall'url originale il 22 febbraio 2015).
12. ↑  (EN) Jennifer Hewett, Australian ships, Australian jobs, su The Australian Financial Review, 26 aprile 2015. URL consultato il 4 maggio 2015.
13. 1 2  (EN) Jon Grevatt, Australia selects Navantia for new replenishment ship, su IHS Jane's 360, 10 marzo 2016. URL consultato il 15 marzo 2016.